# Passé simple (grammaire)
Pour les articles homonymes, voir Passé simple.
En grammaire, le passé simple est une forme verbale temporelle synthétique (simple) de passé du mode indicatif, qui existe dans les langues romanes, étant le descendant de la forme de parfait de la voix active du latin. À côté d'une valeur temporelle, il a une valeur aspectuelle aussi, celle de perfectif. Sa dénomination est donnée en contraste avec celle du passé composé, forme analytique de passé dans les mêmes langues. Le passé simple a des correspondants approximatifs dans d'autres familles de langues, comme le Präteritum en allemand ou l'aoriste dans certaines langues slaves.

## Le parfait latin
Le parfait latin est hérité du parfait proto-indo-européen.
À la voix active des verbes réguliers, il est formé, à la première conjugaison, du thème morphologique de cette forme, qui contient le suffixe -av-, et, aux autres classes de conjugaison, du radical spécifique de cette forme, avec des désinences personnelles identiques à toutes les conjugaisons. Exemples :
| Personne | 1re conjugaison amāre « aimer » | 2e conjugaison vidēre « voir » | 3e conjugaison dūcere « conduire » | 3e conjugaison avec -iō au présent capere « prendre » | 4e conjugaison sentīre « sentir » |
| -------- | ------------------------------- | ------------------------------ | ---------------------------------- | ----------------------------------------------------- | --------------------------------- |
| 1re sg.  | amāvī                           | vīdī                           | dūxī                               | cēpī                                                  | sēnsī                             |
| 2e sg.   | amāvistī                        | vīdistī                        | dūxistī                            | cēpistī                                               | sēnsistī                          |
| 3e sg.   | amāvit                          | vīdit                          | dūxit                              | cēpit                                                 | sēnsit                            |
| 1re pl.  | amāvimus                        | vīdimus                        | dūximus                            | cēpimus                                               | sēnsimus                          |
| 2e pl.   | amāvistis                       | vīdistis                       | dūxistis                           | cēpistis                                              | sēnsistis                         |
| 3e pl.   | amāvērunt                       | vīdērunt                       | dūxērunt                           | cēpērunt                                              | sēnsērunt                         |

Cette forme exprime un procès passé d'aspect perfectif qui peut être de deux sortes : ayant un rapport avec le présent (valeur appelée perfectum presens, héritée du parfait proto-indo-européen) ou sans rapport avec celui-ci (perfectum historicum), valeur qu'il a reprise d'une autre forme synthétique de passé proto-indo-européen, l'aoriste. On trouve un exemple pour sa première valeur dans la phrase at tibi nōs dedimus dābimusque etiam « mais nous t'en avons donné et t'en donnerons à nouveau » (sous-entendu « maintenant tu en as ») (Plaute), et des exemples pour la seconde valeur sont vēnī, vīdī, vīcī « je suis venu, j'ai vu, j'ai vaincu » (Suétone).

## Dans les langues romanes
Le latin a transmis aux langues romanes seulement le parfait exprimant des procès sans rapport avec le présent, sous la forme du passé simple. L'autre valeur, de rapport avec le présent, a été assumée par le passé composé, qui avait commencé de se développer également en latin.

### En français
En français, le passé simple se forme régulièrement du radical du verbe à l'infinitif présent, suivi d'une voyelle caractéristique pour le groupe de verbes, et par des désinences spécifiques. Exemples :
| Personne | 1er groupe chanter   | 2e groupe finir    | 3e groupe avec -i- partir | 3e groupe avec -u- vouloir |
| -------- | -------------------- | ------------------ | ------------------------- | -------------------------- |
| 1re sg.  | je chantai           | je finis           | je partis                 | je voulus                  |
| 2e sg.   | tu chantas           | tu finis           | tu partis                 | tu voulus                  |
| 3e sg.   | il/elle/on chanta    | il/elle/on finit   | il/elle/on partit         | il/elle/on voulut          |
| 1re pl.  | nous chantâmes       | nous finîmes       | nous partîmes             | nous voulûmes              |
| 2e pl.   | vous chantâtes       | vous finîtes       | vous partîtes             | vous voulûtes              |
| 3e pl.   | ils/elles chantèrent | ils/elles finirent | ils/elles partirent       | ils/elles voulurent        |

En français standard du XXIe siècle, le passé simple n'est plus utilisé dans le registre de langue courant. Son emploi est limité à la langue de la littérature artistique (romans, récits, contes), ainsi qu'aux écrits d'histoire et biographiques. Dans la langue courante, il est remplacé par le passé composé, qui le concurrence dans les écrits historiques et biographiques aussi. Exemples en phrases :
Le peintre Matisse naquit en 1869 et mourut en 1954. Il peignit le célèbre tableau « La Danse » en 1909, il vécut longtemps dans le Midi et il fut l'ami de Picasso.

### En italien
En italien, le passé simple, appelé passato semplice ou passato remoto (littéralement « passé lointain ») se forme, pour les verbes réguliers, du radical de l'infinitif présent, avec des terminaisons qui comprennent une voyelle spécifique pour la classe de conjugaison, les mêmes qu'à l'infinitif (-a-, -e-, respectivement -i-) et les désinences. Exemples :
| Personne | 1re conjugaison parlare « parler » | 2e conjugaison credere « croire » | 3e conjugaison dormire « dormir » |
| -------- | ---------------------------------- | --------------------------------- | --------------------------------- |
| 1re sg.  | parlai                             | credei/credetti                   | dormii                            |
| 2e sg.   | parlasti                           | credesti                          | dormisti                          |
| 3e sg.   | parlὸ                              | credé/credette                    | dormì                             |
| 1re pl.  | parlammo                           | credemmo                          | dormimmo                          |
| 2e pl.   | parlaste                           | credeste                          | dormiste                          |
| 3e pl.   | parlarono                          | crederono/credettero              | dormirono                         |

Remarques :
1. À la 2e conjugaison, certains verbes ont des variantes de formes personnelles.
2. À la troisième personne du singulier de la 1re conjugaison, la voyelle caractéristique change en -ὸ, et la désinence est -ø- (zéro).
3. L'accent tonique frappe la voyelle caractéristique.

En italien aussi, le passé simple exprime des procès sans rapport avec le présent. Il est courant dans la narration littéraire, typiquement dans les contes, dans les biographies et dans les écrits d'histoire. Il s'oppose au passé composé, qui exprime, lui aussi, des procès d'aspect perfectif mais ayant un rapport avec le présent. Toutefois, le passé composé tend à remplacer le passé simple dans la langue parlée courante. Il y a des différences quant à la fréquence du passé simple par rapport au passé composé, en fonction des variétés régionales. Le passé simple est très rare en Italie du Nord et dans une grande partie de l'Italie centrale mais, à mesure qu'on avance vers le sud, il est de plus en plus fréquent, étant utilisé le plus souvent dans le Mezzogiorno. Exemples en phrases :
Pier Paolo Pasolini nacque nel 1922. Fu uno dei più famosi scrittori del Neorealismo « Pier Paolo Pasolini naquit en 1922. Il fut l'un des plus célèbres écrivains néoréalistes ».

### En roumain
Le passé simple roumain, appelé perfect simplu (litt. « parfait simple »), est marqué par les suffixes, communs avec l'infinitif, -a- à la 1re conjugaison et -i- ou -î/â- à la 4e. Les verbes de la 2e conjugaison et une partie des verbes de la 3e ont le suffixe spécifique -u-, et les autres de la 3e, le suffixe spécifique -se-. Exemples :
| Personne | 1re conjugaison au suffixe changé en -ă- a aduna « rassembler » | 1re conjugaison au suffixe changé en -e- a tăia « couper » | 2e conjugaison a începe « commencer » | 3e conjugaison en -u- a părea « paraître » | 3e conjugaison en -se- a zice « dire » | 4e conjugaison en -i- a sorbi « siroter » | 4e conjugaison en -î/â- a coborî « descendre » |
| -------- | --------------------------------------------------------------- | ---------------------------------------------------------- | ------------------------------------- | ------------------------------------------ | -------------------------------------- | ----------------------------------------- | ---------------------------------------------- |
| 1re sg.  | adunai                                                          | tăiai                                                      | părui                                 | începui                                    | zisei                                  | sorbii                                    | coborâi                                        |
| 2e sg.   | adunași                                                         | tăiași                                                     | păruși                                | începuși                                   | ziseși                                 | sorbiși                                   | coborâși                                       |
| 3e sg.   | adună                                                           | tăie                                                       | păru                                  | începu                                     | zise                                   | sorbi                                     | coborî                                         |
| 1re pl.  | adunarăm                                                        | tăiarăm                                                    | părurăm                               | începurăm                                  | ziserăm                                | sorbirăm                                  | coborârăm                                      |
| 2e pl.   | adunarăți                                                       | tăiarăți                                                   | părurăți                              | începurăți                                 | ziserăți                               | sorbirăți                                 | coborârăți                                     |
| 3e pl.   | adunară                                                         | tăiară                                                     | părură                                | începură                                   | ziseră                                 | sorbiră                                   | coborâră                                       |

Remarques :
1. À la 3e personne du singulier, la désinence est -ø-.
2. La séquence -ră- est considérée comme faisant partie des désinences en cause.
3. À la 3e personne du singulier de la 1re conjugaison, le suffixe -a- change en -ă- ou en -e-, la différence entre les deux changements étant due aux contextes phonétiques différents.
4. L'accent tonique frappe le suffixe du passé simple, sauf à la 3e conjugaison avec -se-, où l'accent (marqué par soulignement) est sur le radical à certaines personnes et sur le suffixe à d'autres.
5. Dans le cas de certains verbes de la 1re conjugaison avec -a-/-ă-, la forme de la 3e personne du singulier du passé simple ne diffère de celle de la même personne de l'indicatif présent que par la place de l'accent : adună (passé simple) vs adună (présent).
6. Les verbes de la 4e conjugaison avec -î/â- présentent l'alternance orthographique î/â, les deux lettres transcrivant la même voyelle [ɨ].

En roumain aussi, le passé composé a repris, dans le registre courant, et même dans les textes d'histoire et biographiques, la valeur du passé simple d'exprimer des procès sans rapport avec le présent, en provoquant sa limitation à la narration artistique, par exemple dans les propositions incises accompagnant le discours direct, étant plus fréquent à la 3e personne, surtout du singulier, ex. – Unde ai fost? întrebă el. – M-am plimbat în parc, răspunse ea « – Où étais-tu ? demanda-t-il. – Je me suis promenée dans le parc, répondit-elle ».
Il est tout de même utilisé dans la parole courante dans certaines régions, comme l'Olténie, le Banat, la Crișana et une partie de la Munténie, non pas avec sa valeur de la variété standard, mais spécialisé pour les procès situés dans la journée où l'on parle, ex. Ieri am primit telegrama și azi venii aici « Hier j'ai reçu le télégramme et je suis venu(e) aujourd'hui ».

### En espagnol
En espagnol, le passé simple, appelé pretérito perfecto simple (litt. « prétérit parfait simple ») des verbes réguliers est formé du radical de l'infinitif présent, suivi des voyelles caractéristiques -a-, à la 1re conjugaison, et -i- aux deux autres, plus les désinences. Exemples :
| Personne | 1re conjugaison saltar « sauter » | 2e conjugaison correr « courir » | 3e conjugaison subir « monter » |
| -------- | --------------------------------- | -------------------------------- | ------------------------------- |
| 1re sg.  | salté                             | corrí                            | subí                            |
| 2e sg.   | saltaste                          | corriste                         | subiste                         |
| 3e sg.   | saltó                             | corrió                           | subió                           |
| 1re pl.  | saltamos                          | corrimos                         | subimos                         |
| 2e pl.   | saltasteis                        | corristeis                       | subisteis                       |
| 3e pl.   | saltaron                          | corrieron                        | subieron                        |

Remarques :
1. À la 3e personne des 2e et 3e conjugaisons, la voyelle caractéristique est suivi de -e-.
2. L'accent tonique frappe les voyelles soulignées.
3. Aux 1re et 3e personnes du singulier de la 1re conjugaison, la voyelle caractéristique change et la désinence est nulle.
4. Aux 1re et 3e conjugaisons, la forme de la 1re personne du pluriel est identique à celle de la même personne à l'indicatif présent.

À la différence des langues traitées plus haut, en espagnol, le passé simple est courant dans la langue parlée, s'opposant au passé composé par la valeur exprimée : des procès passés d'aspect perfectif réellement ou subjectivement coupés du présent pour le passé simple, des procès passés d'aspect perfectif réellement ou subjectivement liés au présent pour le passé composé. Ces valeurs ressortent du contexte général ou de celui de la phrase, grâce à des compléments circonstanciels de temps. Exemples :
Fui al cine con Raúl « Je suis allé(e) au cinéma avec Raúl » ;
Ayer vi a Isabel « Hier, j'ai vu Isabel ».
Toutefois, dans certaines régions, le passé composé concurrence le passé simple dans la langue parlée. Par exemple à Madrid et au centre de l'Espagne en général, le passé composé remplace souvent le passé simple dans des phrases du genre de celles ci-dessus. En revanche, en Amérique Latine, le passé simple est préféré même dans des cas où le procès a un rapport avec le présent, ex. Bebió demasiado « Il/Elle a trop bu » (sous-entendu possible, « ... c'est pourquoi il/elle est ivre »).

## Correspondants du passé simple dans d'autres langues indo-européennes

### Dans deslangues germaniques
En anglais, l'une des valeurs de la forme appelée past simple ou simple past « passé simple » implique l'aspect perfectif et exprime des procès sans rapport avec le présent, correspondant à la valeur du passé simple des langues romanes, ex. The shop opened last week. Then it closed again two days later. « Le magasin a ouvert la semaine dernière, puis il a fermé de nouveau deux jours après ». Le past simple s'oppose nettement à la forme appelée present perfect (litt. parfait présent), correspondant au passé composé, mais seulement par sa valeur d'exprimer des procès passés d'aspect perfectif ayant un rapport avec le présent. Par ailleurs, le past simple des verbes qui expriment des états s'oppose à l'autre valeur de cette forme par l'expression de l'aspect imperfectif, correspondant ainsi à l'imparfait, ex. The Romans had a huge Empire « Les Romains avaient un empire immense ».
En allemand, la forme appelée Präteritum « prétérit » a des valeurs analogues à celles du past simple anglais. Ainsi, par exemple ich machte peut signifier je fis (perfectif), correspondant au passé simple, en opposition avec la forme appelée Perfekt « parfait », employée pour des procès ayant un rapport avec le présent, mais peut aussi signifier « je faisais » (imperfectif), correspondant à l'imparfait des langues romanes.

### Dans des langues slaves
Le proto-slave, langue non attestée mais reconstituée, a hérité du proto-indo-européen l'aoriste, qui exprimait des procès passés d'aspect perfectif non duratifs et sans rapport avec le présent, utilisé dans des narrations. Le proto-slave a développé également un parfait analytique qui a remplacé le parfait synthétique du proto-indo-européen, en reprenant sa valeur d'exprimer des procès ayant un rapport avec le présent, opposé ainsi à l'aoriste. Le parfait analytique a été transmis à toutes les langues slaves modernes. Certaines, comme le russe, ont perdu l'aoriste, remplacé par le parfait, mais d'autres l'ont conservé. En bulgare et en macédonien, l'aoriste est courant, et ces langues ont conservé aussi son opposition au parfait.
L'aorist s'est conservé en BCMS aussi. Il est formé d'ordinaire du thème morphologique de l'infinitif des verbes perfectifs, constitué de leur radical et d'un suffixe qui est -ø- dans le cas de certains verbes. La marque de l'aoriste est un suffixe qui a trois allomorphes : -ø- pour les thèmes terminés en voyelle, -o- pour les thèmes terminés en consonne, à la 1re personne du singulier et à celles du pluriel, et -e- pour ces mêmes thèmes, aux 2e et 3e personnes du singulier. Exemples :
| Personne | Suffixe -ø- viknuti « crier » | Suffixe -o- potresti « secouer » |
| -------- | ----------------------------- | -------------------------------- |
| 1re sg.  | viknuh                        | potresoh                         |
| 2e sg.   | viknu                         | potrese                          |
| 3e sg.   | viknu                         | potrese                          |
| 1re pl.  | viknusmo                      | potresosmo                       |
| 2e pl.   | viknuste                      | potresoste                       |
| 3e pl.   | viknuše                       | potresoše                        |

Remarques :
1. La désinence des 2e et 3e personnes du singulier est -ø-.
2. L'exemple avec le thème en consonne ne subit pas le changement de celle-ci mais il y a des verbes dont cette consonne change, ex. ispeći « faire cuire (au four) », à l'aoriste ispekoh, ispeče, etc.

En BCMS, l'aoriste a à peu près le même statut que le passé simple français. Il est utilisé dans la narration littéraire, ex. – Dobar dan – reče nepoznati, skide šešir i predstavi se « Bonjour, dit l'inconnu, il enleva son chapeau et se présenta ». Dans la langue parlée et dans les écrits non littéraires, l'aoriste est remplacé par le parfait des verbes perfectifs, qui a repris, entre autres, la valeur de l'aoriste.